# Хантингдон (Пенсилванија)
Хантингдон (енгл. Huntingdon) град је у америчкој савезној држави Пенсилванија.

## Демографија
По попису из 2010. године број становника је 7.093, што је 175 (2,5%) становника више него 2000. године.
| Група             | 2000.         | 2010.         |
| Белци             | 6.637 (95,9%) | 6.646 (93,7%) |
| Афроамериканци    | 97 (1,4%)     | 137 (1,9%)    |
| Азијати           | 42 (0,6%)     | 107 (1,5%)    |
| Хиспаноамериканци | 46 (0,7%)     | 106 (1,5%)    |
| Укупно            | 6.918         | 7.093         |